# Peter Sommer (Musiker)

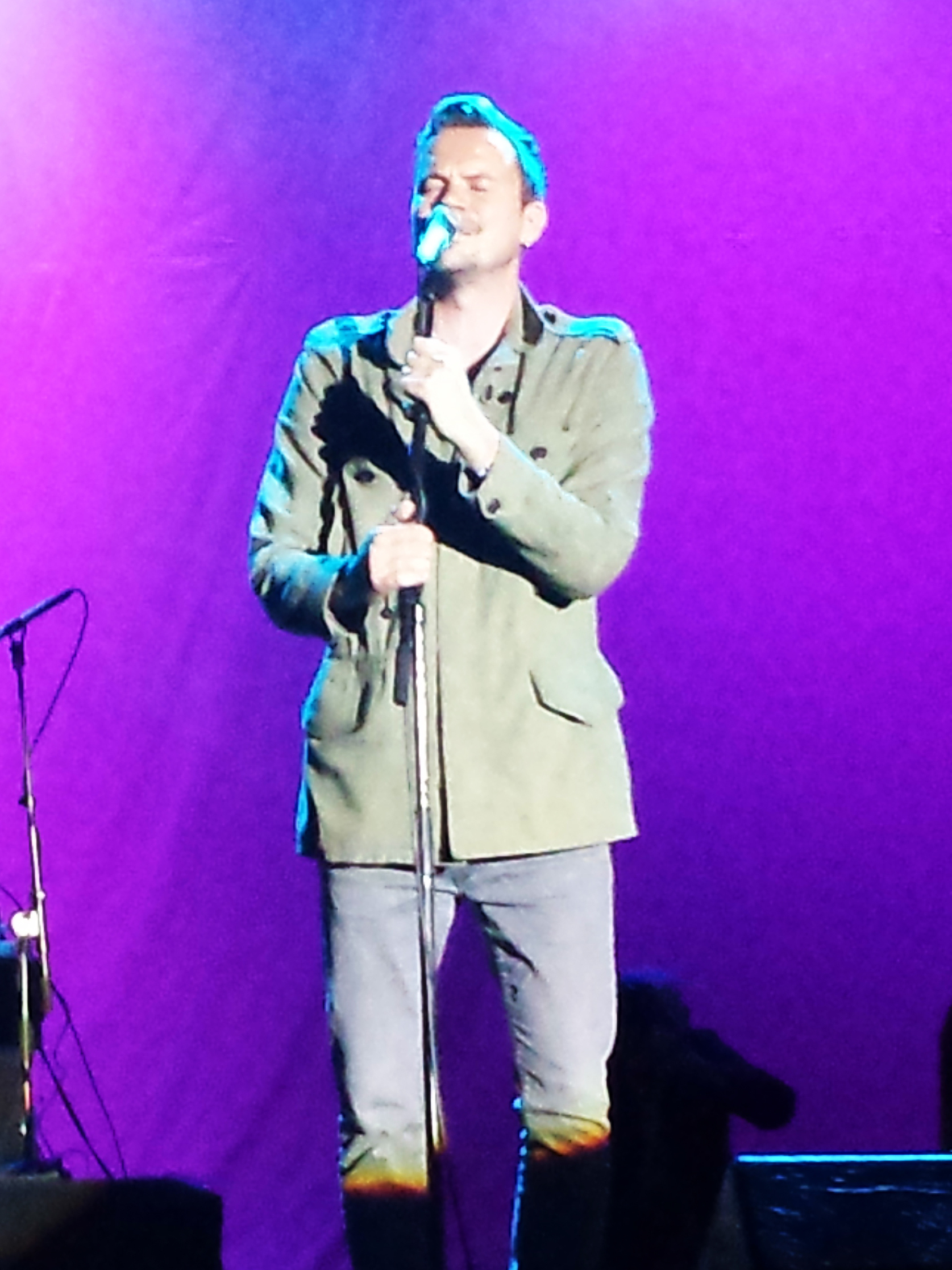
Peter Sommer (2013)

Peter Sommer (geb. 1974) ist ein dänischer Musiker. Er wurde für seine poetischen Texte und seinen melancholischen Stil bekannt und gehört er zu den bekanntesten zeitgenössischen Musikern Dänemarks. Er trat sowohl als Solokünstler als auch als Mitglied mehrerer Projekte auf.

## Leben und Wirken
Sommer begann seine musikalische Karriere als Mitglied der Band Superjeg, die er 2002 zusammen mit Carsten Valentin Holbek gegründet hatte. Das Duo veröffentlichte zwei Alben, bevor sich Sommer auf eine Solokarriere konzentrierte. Seine erste Soloplatte, På den anden side, erschien 2004 und enthielt den Hit Valby Bakke, der in Dänemark zu einem großen Hit avancierte.
Neben seiner Solokarriere ist Sommer auch Teil des Duos De Eneste To mit Simon Kvamm. Die Gruppe veröffentlichte 2010 ein selbstbetiteltes Debütalbum, das mehrere Hits wie Jeg har ikke lyst til at dø enthielt und eine Platin-Auszeichnung erhielt. Im Laufe der Jahre wirkte Sommer zudem in verschiedenen musikalischen Formationen und Projekten mit, darunter mit seiner Begleitband Tiggerne.
Sommers Musik verwendet oftmals lyrische, oft introspektive Texte aus, die Themen wie Liebe, Trennung und das alltägliche Leben behandeln. 2008 veröffentlichte er das Album Til Rotterne, Til Kragerne, Til Hundene, das von Kritikern gelobt wurde. Es wurde bei den Steppeulv-Preisen 2009 mit vier Auszeichnungen geehrt, darunter „Album des Jahres“ und „Songwriter des Jahres“.
Im Jahr 2013 folgte Alt Forladt, ein thematisch geprägtes Album über Trennung und Verlust. Es wurde für seine Mischung aus elektronischen Elementen und emotionaler Tiefe gelobt. 2018 veröffentlichte Sommer sein fünftes Soloalbum Elskede at drømme, drømmer om at elske, auf dem er Liebe und Lebensfreude thematisiert. Das Album wurde von Kritikern ebenfalls gelobt. Es enthält Gastauftritte von Künstlern wie Benjamin Hav und der Jazz-Duo Bremer/McCoy.